# نورث‌ایست هایتس، ویچیتا، کانزاس
نورث‌ایست هایتس (به انگلیسی: Northeast Heights) یک منطقهٔ مسکونی در ایالات متحده آمریکا است که در کانزاس واقع شده‌است. نورث‌ایست هایتس ۲٬۸۰۹ نفر جمعیت دارد و ۴۰۸٫۱۳ متر بالاتر از سطح دریا واقع شده‌است.